# Макем
Ма́кем — неофициальное название жителей Сандерленда, города в северо-восточной Англии, а также диалекта, на котором они говорят. Варианты написания: «Mak’em», «Makem», и «Maccam».

## Этимология
Существуют свидетельства, что слово «Макем» было придумано не так давно. Согласно Оксфордскому словарю английского языка, как гласит исследование, организованное BBC, и позже преданное широкой огласке - самое раннее появление термина в печати датируется 1988 годом. При этом, устное использование фразы «we still tak 'em and mak 'em» было замечено ещё в 1973 году, когда футбольная и регбийная команда Sunderland Cricket & Rugby Football Club использовала его в своей кричалке. Это может служить одним из доказательств именно такого происхождения слова, но всё же не существует никаких фактов, подтверждающих, что слово «mak’em» относилось в то время ко всем жителям Сандерленда. Makem тогда называли работников Уирсайдской верфи в XIX веке, крупнейшего в мире судостроительного завода на тот момент. Именно они проектировали корабли и «делали» их (англ. make — делать). Затем к делу подключались Джорди, «забирая» корабли (англ. take — брать), отсюда «make them and take them».
Термин также может относиться к большому объёму кораблей, построенных во время Второй Мировой войны на реке Уир: «We mack’em and they sink em» — мы их строим, а они их топят.
Слово также используется для именования фанатов футбольной команды Sunderland AFC. Высказываются предположения, что придумано оно было именно для этой цели. Ньюкасл и Сандерленд уже много лет борются между собой, причём не только на футбольном поле. Истоки конфликта восходят ещё к Английской гражданской войне, затем обостряются на почве производственных разногласий XIX века и политического соперничества после создания в 1974 году графства Тайн-энд-Уир.

## Акцент
Макемами называют тех, кто родился или вырос в Сандерленде и/или говорит с характерным акцентом. Людям, не живущим в Сандерленде, многие различия между Джорди и Макемом могут показаться незначительными, однако на самом деле между ними существует множество заметных отличий. Разница присутствует даже между акцентами севера и юга Сандерленда (например, слово something произносится как summik в северном Сандерленде, тогда как в южном Сандерленде оно чаще произносится как summat).

### Различия в произношениях идиалектизмы
- Make и take произносятся как mak и tak ([ˈmak] и [ˈtak]). Это может быть одной из причин, по которой работники Тайнсайдской верфи считали слово mackem оскорблением. Такое же произношение используется в шотландском языке.
- Многие слова, заканчивающиеся на -own, звучат как [-ʌun].
- Слово school (школа) разбито на два слога: после оо добавляется краткий гласный [ə], отделяющийся от l — ([ˈskʉ.əl]). Это также справедливо для слов с окончаниями -uel или -ool, которые во многих диалектах представляют собой один слог, например cruel, fuel и fool, которые в макеме звучат как [ˈkrʉəl], [ˈfjʉəl] и [ˈfʉəl]. «Дополнительный слог» появляется и в других словах диалекта Макем, так, film — [ˈfɪləm] и poorly — [ˈpʉəli]. Это привело к тому, что произношение многих слов в Сандерленде стало очень далеко от стандартного. Слово face, по причине включения дополнительного [ə] и частой его редукции в речи теперь произносится как [ˈfjas]. Когда как [ˈfjas] и другие случаи возникновения дополнительного гласного присутствуют и в диалекте Джорди,[6] school в нём звучит как [ˈskjʉːl], в отличие от макемского [ˈskʉ.əl] (и [ˈskʉːl] или [ˈskʉl] других диалектов). Дополнительный гласный более характерен для севера Сандерленда, шотландского языка и шотландского английского, где он образуется под влиянием гаэльской конструкции «вспомогательного гласного», присутствующей в кельтском, негерманском варианте шотландского языка гаэльском.
- Окончания -re и -er произносятся как [ə], как и в Received Pronunciation, в отличие от ротичного шотландского [æ].
- Wesh и weshing вместо wash и washing используются как часть широкого диалектного пласта, сложившегося во времена староанглийского языка, когда a под ударением становилась e. Эта особенность всё ещё присутствует в других современных германских языках, особенно в немецком (ударный a в таких случаях обозначается исторической буквой Ä) и исландском.
- Dinnit (вместо do not или don’t), к примеру, «dinnit do that».
- Claes вместо clothes.
- Wee или whee вместо who: как в «Wee said that like» (Who said that?).
- Whey или wey вместо why: «Whey nar!» («Why no!»).
- Tee или tae вместо to в некоторых фразах: «Where yae gawn tee?» («Where are you going to?»).
- Wuh или wa вместо we: «Wuh knew wed win» («We knew we’d win»)
- Диалектизм haway или howay означает come on (давай!). В Ньюкасле оно пишется howay, а в Сандерленде почти всегда встречается haway (или ha’way). «Howay» можно увидеть в одном из слоганов Newcastle United «Howay the lads» (Вперёд, парни!). Помимо того, этот слоган висит над входом в туннель, ведущий к стадиону Сент-Джеймс Парк (домашнему стадиону Newcastle United).
- Очень многие предложения в устной речи на Макеме заканчиваются словом like.